# Telechany
Telechany (biał. Целяханы, ros. Телеханы) – osiedle typu miejskiego na Białorusi w obwodzie brzeskim w rejonie iwacewickim, ok. 4,2 tys. mieszkańców (2010).
Dawne miasteczko w granicach Rzeczypospolitej Obojga Narodów.
Siedziba parafii rzymskokatolickiej pw. Podwyższenia Krzyża Świętego i prawosławnej pw. Świętej Trójcy.

## Położenie
Dawne miasteczko położone na Polesiu nad Kanałem Ogińskiego niedaleko Pińska w zabagnionych rozlewiskach rzeki Jasiołdy na Ostrowiu Telechańskim.

## Nazwa
Według lokalnych przekazów nazwa miejscowości ma pochodzić od pochowanego tu ciała chana tatarskiego, który najechał Ruś. Obecna białoruska nazwa miejscowości to Cielechany, stąd prawdopodobnie ta legenda.

## Historia

### Rzeczpospolita Obojga Narodów
Pierwsze wzmianki z XVI wieku, w XVII wieku nazywane jest już miasteczkiem. W 1648 roku Telechany należały do Krzysztofa Dolskiego herbu Kościesza. Dobra te należały do Dolskich, później Wiśniowieckich. W 1744 za sprawą małżeństwa Anny Wiśniowieckiej z Tadeuszem Ogińskim w rękach Ogińskich – ich synem był Michał Kazimierz Ogiński wojewoda wileński i hetman wielki litewski, twórca Kanału Ogińskiego wybudowanego w latach 1765–1784. Kanał ten przechodzi przez miasteczko i dzięki niemu powstał tu port, siedziba zarządu kanału i stocznia rzeczna, dając impuls do rozwoju miejscowości.
Oprócz urządzeń związanych z kanałem działała tu fabryka fajansów, której produkcja obejmowała głównie zastawę stołową, ozdobne figurki i kafle piecowe oraz manufaktura sukna. W końcu XVIII wieku dobra telechańskie sprzedano Wojciechowi Pusłowskiemu.

### Zabór rosyjski
Po Rozbiorach Telechany zostały zajęcie przez Rosję. Na początku XIX wieku nierentowna manufaktura oraz fabryka fajansów (od przejęcia przez Żydów produkty traciły na jakości) zostały zamknięte. W tym okresie oprócz portu, stoczni i kanału działały tu młyny, huta szkła, gorzelnia i miasteczko rozwijało się dalej, w ciągu ostatnich 20 lat XIX wieku niemal podwajając swoją liczbę ludności do ok. 1000 osób. W 1817 roku Wojciech Pusłowski zbudował kościół katolicki. W 1880 roku wskutek pożaru w Telechanach spłonęły prawie wszystkie budynki, w tym drewniany kościół katolicki i cerkiew. Po pożarze zbudowano nowy murowany kościół. W 1895 roku u wylotu ulicy Kościelnej, na miejscu gdzie stała huta Ogińskiego, Franciszek Pusłowski wybudował nową hutę szkła. Kanał funkcjonował do I wojny światowej, zapewniając wygodną drogę dla handlu i transportu surowców na Polesiu. Podczas rewolucji w 1905 roku carska policja wywołała w Telchanach pogrom żydowski.
W czasie I wojny światowej Telechany po 1915 roku zostały zajęte przez wojska niemieckie. W tym też czasie podczas walk z wojskami carskimi został zniszczony barokowy pałac Ogińskich. Niemcy w związku z budową linii zaopatrzeniowych i betonowych fortyfikacji zbudowali po 1915 roku linię kolejki wąskotorowej z Iwacewicz do Telechan. W celu wywozu drewna Niemcy zbudowali na zachód od wsi Wygonoszcz nowoczesny tartak i elektrownię, z osobną linią wąskotorową i nową wsią Kraśnica.

### W granicach II RP (1921-1939)
Po pokoju ryskim w 1921 roku Telechany wchodziły w skład Rzeczypospolitej Polskiej. Sytuacja jednak nadal była napięta, czego dowodem był napad 40 osobowego sowieckiego oddziału terrorystycznego na posterunek Policji Państwowej w Telechanach. Po otoczeniu miasteczka w nocy z 25 na 26 sierpnia 1923 r. i opanowaniu posterunku policji oddział sowiecki uwięził wójta i zażądał od mieszkańców okupu w wysokości 5 tys. dolarów oraz 2 tys. rubli w złocie, jednak nie uzyskawszy ani rubla, zamordowali wójta strzałem w tył głowy. Zastrzeleni zostali także starszy posterunkowy Mieczysław Mirkowski i posterunkowy Antoni Szmiglarski oraz dwaj inni mieszkańcy Telechan. Po ograbieniu miasteczka i załadowaniu na furmanki zrabowanych łupów, sowieci zbiegli w kierunku ZSRR.
W latach 1923–1927 kanał został wyremontowany nakładem rządu niepodległej Polski i nadal mieściła się tu siedziba zarządu kanału, a także stocznia rzeczna remontowo-budowlana. Przy śluzie zbudowano budynek Przedsiębiorstwa Odbudowy Kanału Ogińskiego. Kanał uroczyście uruchomiono w Telechanach w dniu 9 lipca 1927 roku przy udziale ministra robót publicznych Jędrzeja Moraczewskiego i ministra reform rolnych Witolda Staniewicza. Po remoncie kanałem kursowały statki na trasie Pińsk-Telechany odbywające regularne rejsy pasażerskie i wycieczkowe. Dodatkowo miasteczko posiadało połączenie koleją wąskotorową z Iwacewiczami, a tam była możliwość przesiadki na linię kolejową Brześć-Baranowicze. Kanał był także drogą spławiania drewna. W okresie międzywojennym w Telechanach istniały 2 żydowskie synagogi. W 1934 roku zbudowano nową cerkiew, w której duchownym był ojciec Joan Strukowski. Burmistrzem był Ludwik Kowalewski, który zagospodarował brzegi jeziora na kanale Ogińskiego jako miejsca rekreacji dla mieszkańców. Zbudowano Dom Ludowy. Proboszczem był ksiądz Apoloniusz Tarnogórski. W 1938 roku właścicielem dworu w Telechanach był Wojciech Pusłowski. W 1939 roku ukończono budowę nowego szpitala, jednak przed wybuchem wojny nie zdołano go otworzyć. Za II Rzeczypospolitej miejscowość była siedzibą wiejskiej gminy Telechany.

### II wojna światowa (1939-1945)

#### Okupacja sowiecka
We wrześniu 1939 miejscowość została zajęta przez Armię Czerwoną i wcielona do ZSRR. Ludność poddano represjom, a wielu Polaków aresztowano, w tym burmistrza, nadleśniczego i policjantów. Zlikwidowano prywatne warsztaty, sklepy i aptekę, a energia elektryczna była dostarczana tylko przez cztery godziny dziennie. Komuniści skonfiskowali wszystkie odbiorniki radiowe. Radzieccy komuniści zamordowali nauczyciela Gwiazdowskiego, a jego ciężarną żonę wywieźli na Syberię.

#### Okupacja hitlerowska
W czerwcu 1941 roku Telechany została zajęte bez walki przez oddziały niemieckiego Wehrmachtu, po wcześniejszej ucieczce administracji sowieckiej i NKWD. Administracja niemiecka na początku okupacji dokonała kilku mordów na mieszkańcach i utworzyła lokalną umundurowaną policję porządkową. 
5 sierpnia do miasteczka przybył 1. szwadron 1. pułku kawalerii SS, którym dowodził SS-Hauptsturmführer Waldemar Fegelein. Jeszcze tego samego dnia wszystkich Żydów wyprowadzono na uroczysko Grecziszcze, a według innego źródła – na miejscowy cmentarz katolicki. Ofiarą dokonanej wtedy masakry padło od 1,4 tys. do 2 tys. mężczyzn, kobiet i dzieci.
W 1942 roku został rozstrzelany przez Niemców przedwojenny kierownik szkoły Jan Pierowski. W 1942 roku w miasteczku stacjonował oddział żołnierzy łotewskich zwalczający sowiecką partyzantkę, a następnie żołnierzy litewskich. W tym samym roku partyzanci sowieccy spalili młyn i tartak. W 1943 roku w Telechanach stacjonował oddział armii węgierskiej. Po ewakuacji Niemców w 1943 roku, miasteczko zostało obrabowane przez bandy, a następnie zostało zajęte przez sowiecką partyzantkę, jednak w lutym 1944 roku zostało ponownie na krótko zajęte przez Wehrmacht.
W czerwcu 1944 roku Telechany ponownie zajęła Armia Czerwona.

### W granicach ZSRR (1945-1991)
Po 1945 roku miejscowość włączono do ZSRR. W 1949 roku komuniści uwięzili na kilka lat prawosławnego księdza Joana Strukowskiego. Kościół katolicki przy ulicy Kościelnej (później Lenina) został przebudowany na kinoteatr i dobudowano do niego nowy budynek. Kanału po wojnie nie odbudowano i ustała żegluga.

### W Republice Białoruś
Obecnie miejscowość zamieszkują głównie Białorusini, gdy tymczasem do wojny zamieszkiwała je głównie ludność żydowska i polska, natomiast Białorusini zasiedlali zaś okoliczne wsie. Centralny plac miasteczka nosi nazwę Plac Lenina – znajduje się tu pomnik Lenina, apteka i sklep wielobranżowy Uniwermag. Zabudowa miasteczka jest głównie drewniana i pochodzi z okresu sprzed II wojny światowej. W miejscowości działa kilka drobnych zakładów obróbki drewna i baza melioracji dla okolicznych terenów, nad Jeziorem Wólkowskim działa ośrodek wypoczynkowy.

## Zabytki
- drewniana cerkiew prawosławna pw. Świętej Trójcy z 1934 roku, zbudowana w miejscu spalonej w czasie wojny w 1916 roku; świątynia parafialna
- Kanał Ogińskiego
- cmentarz katolicki z grobem matki marszałka Konstantego Rokossowskiego oraz kwatera żołnierzy niemieckich z okresu I wojny światowej.
- cmentarz żydowski – w zachodniej części miejscowości, na północ od drogi do Iwancewicz. Zachowały się jedynie dwie macewy.
- Kopiec „Łysa Góra” – legendarne miejsce pochowania poległego tatarskiego chana
- drewniany parterowy dworek z przełomu XIX i XX w., nakryty czterospadowym dachem naczółkowym. Ganek wsparty jest na dwóch parach kolumn.
- plebania (później przedszkole)

## Ludzie urodzeni w Telechanach
- Boris Brusiłow
- Stanisław Nowicki

## Galeria

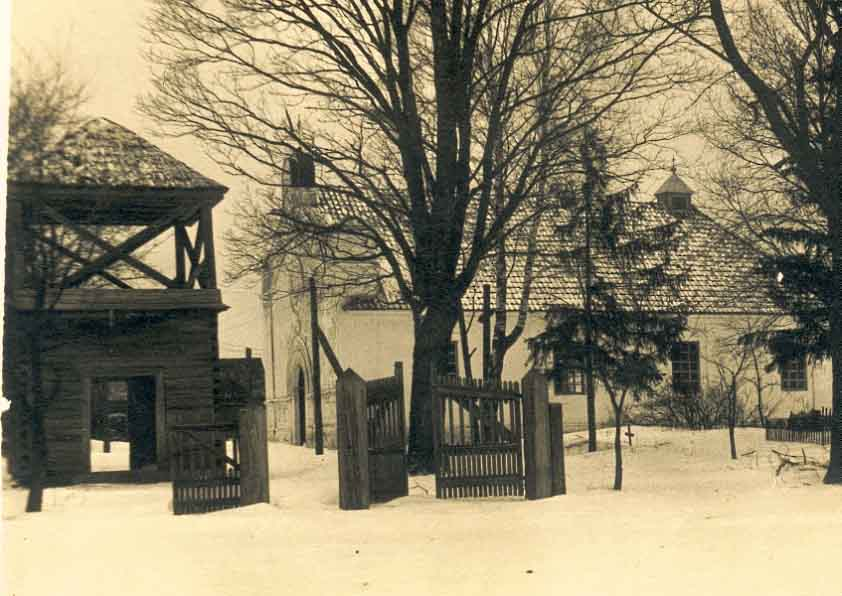
Dzwonnica i kościół
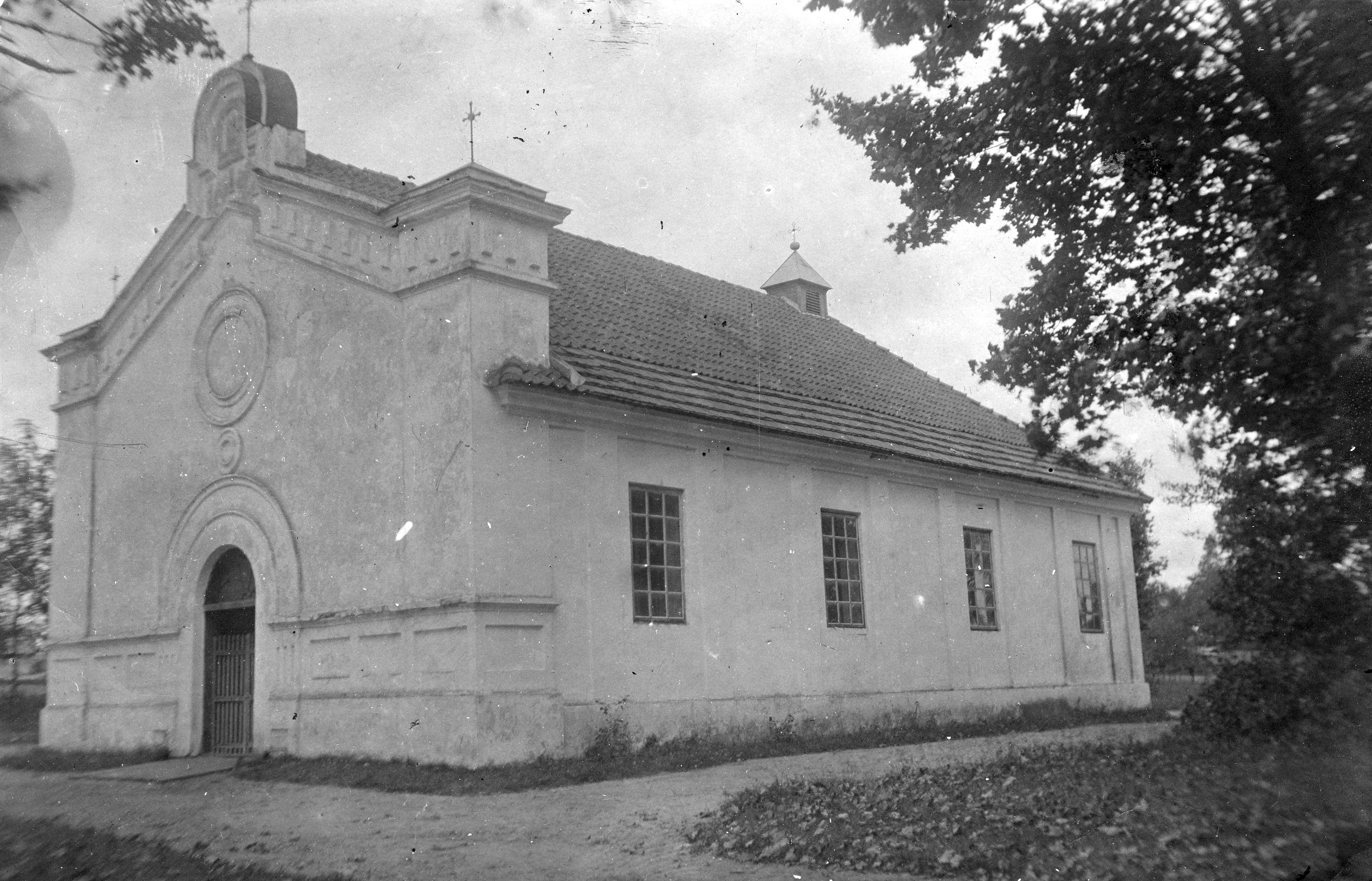
Kościół katolicki
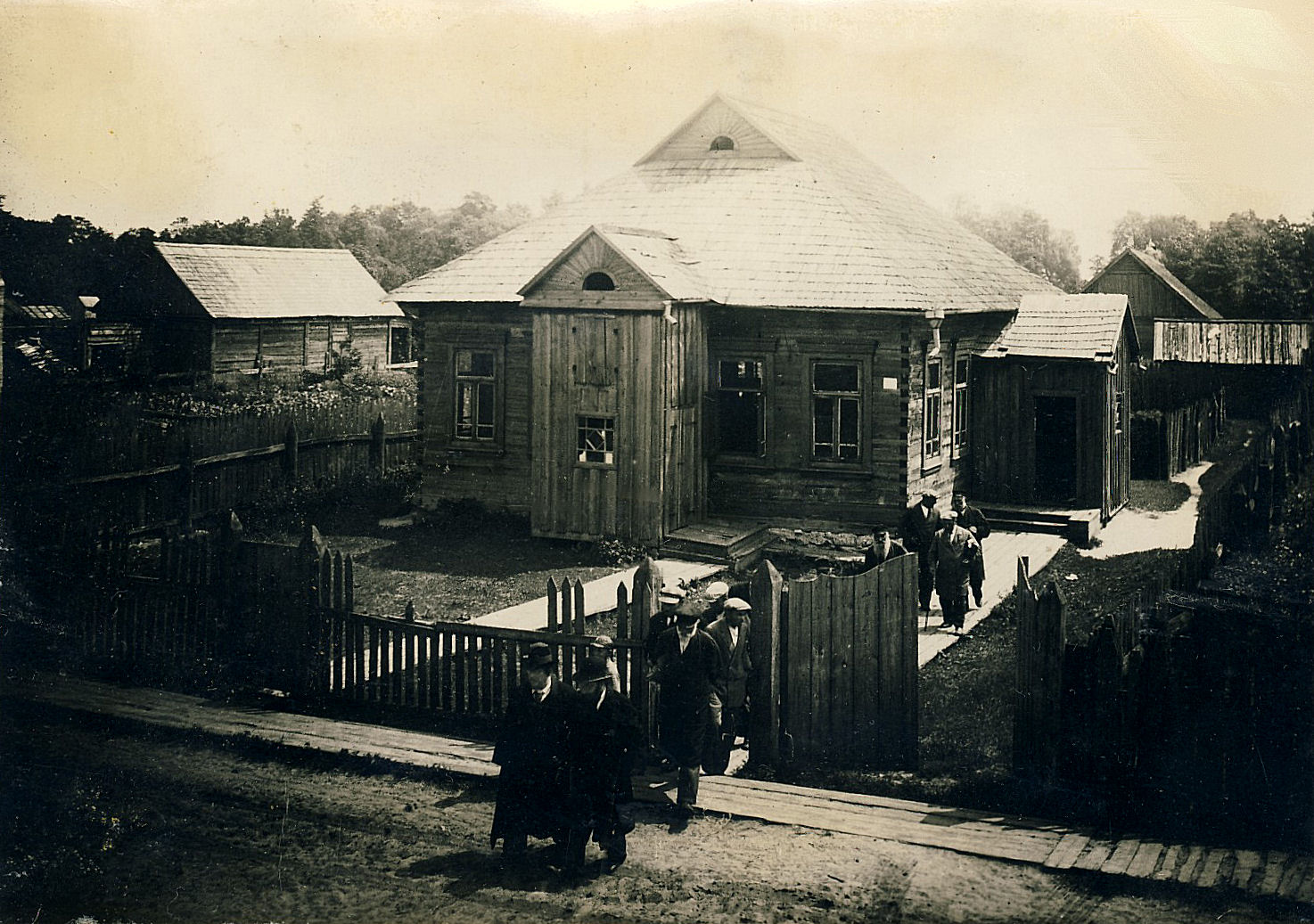
Synagoga żydowska
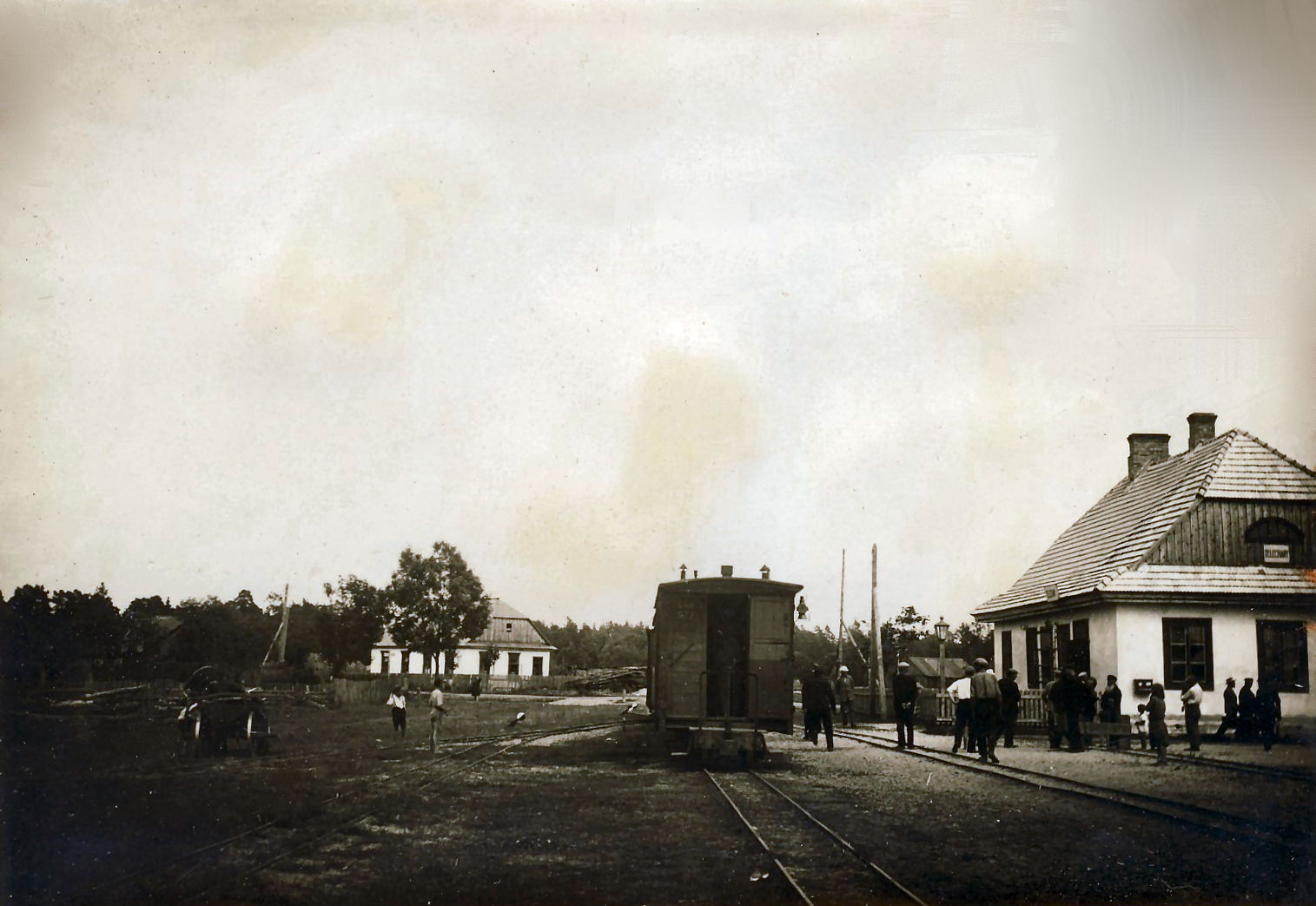
Stacja kolejowa, 1932 rok
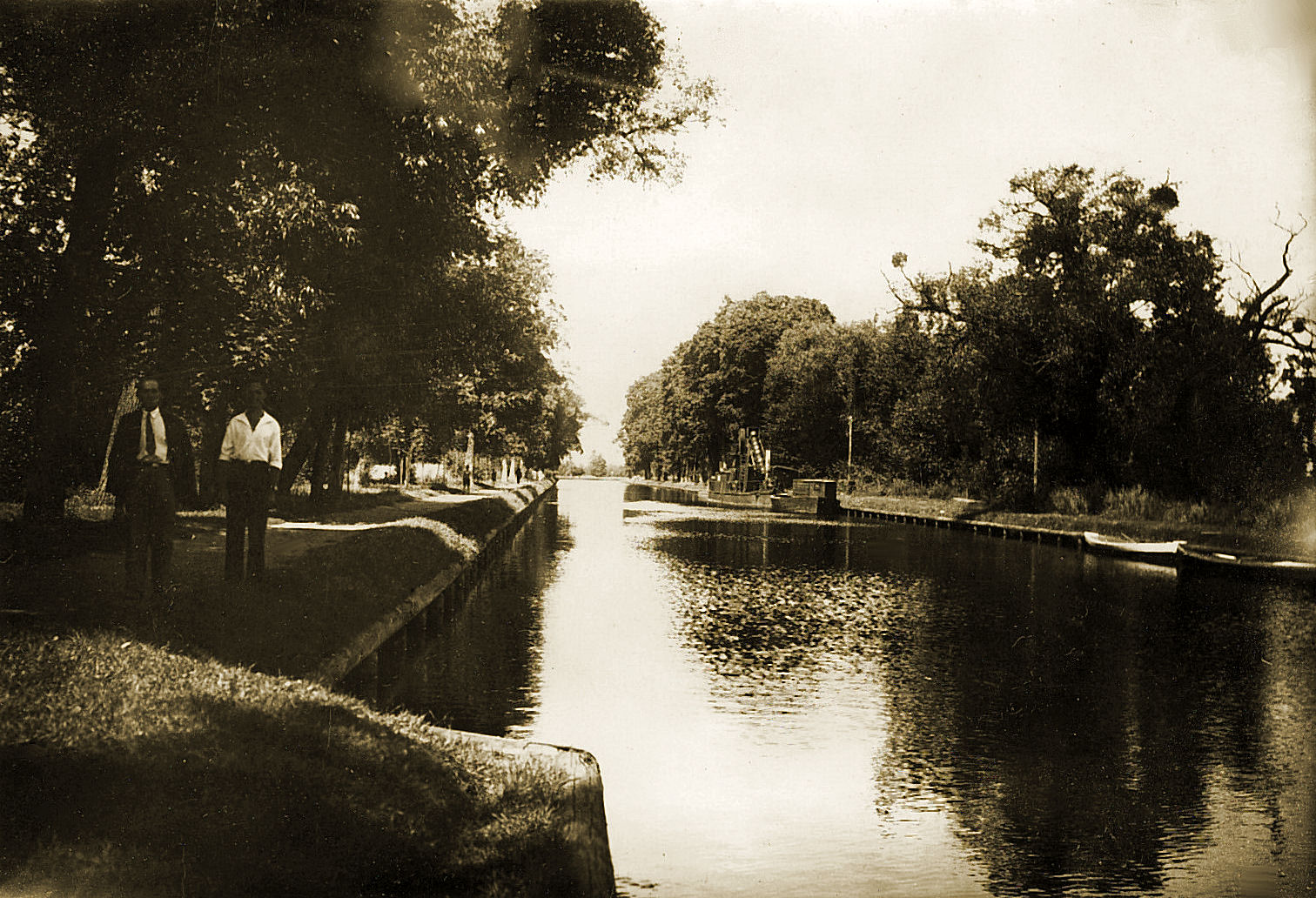
Kanał Ogińskiego i Promenada w Telechanach
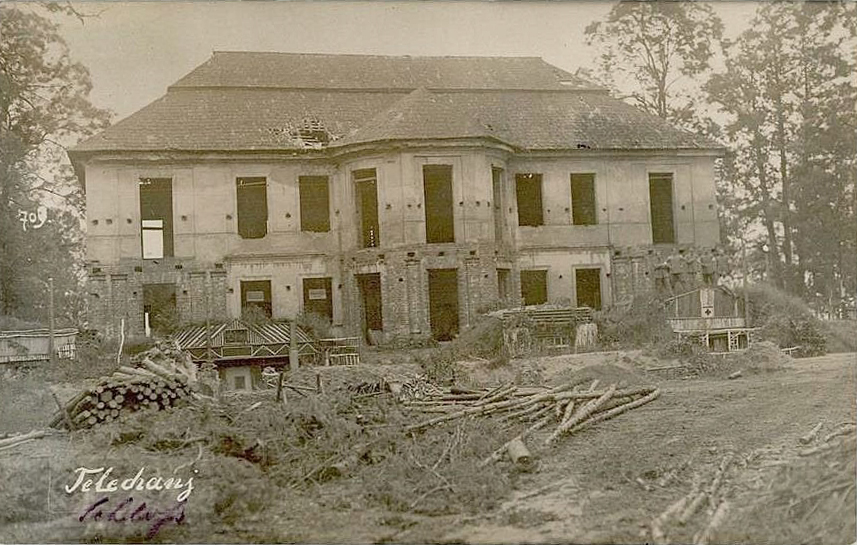
Pałac Ogińskich w 1916 r.
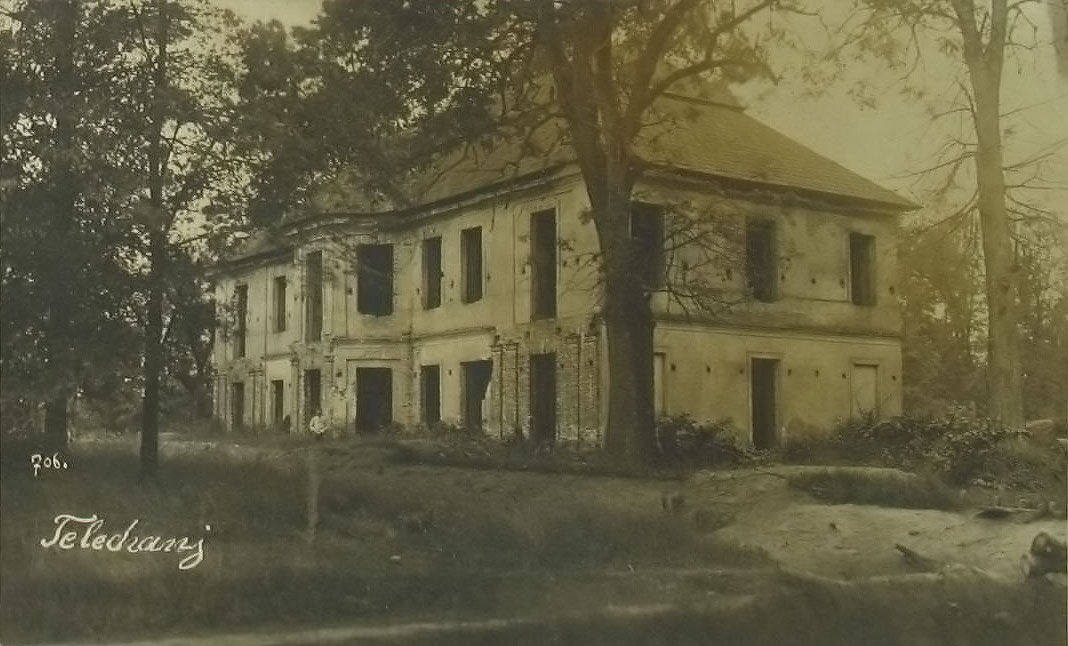
Spalony Pałac Ogińskiego
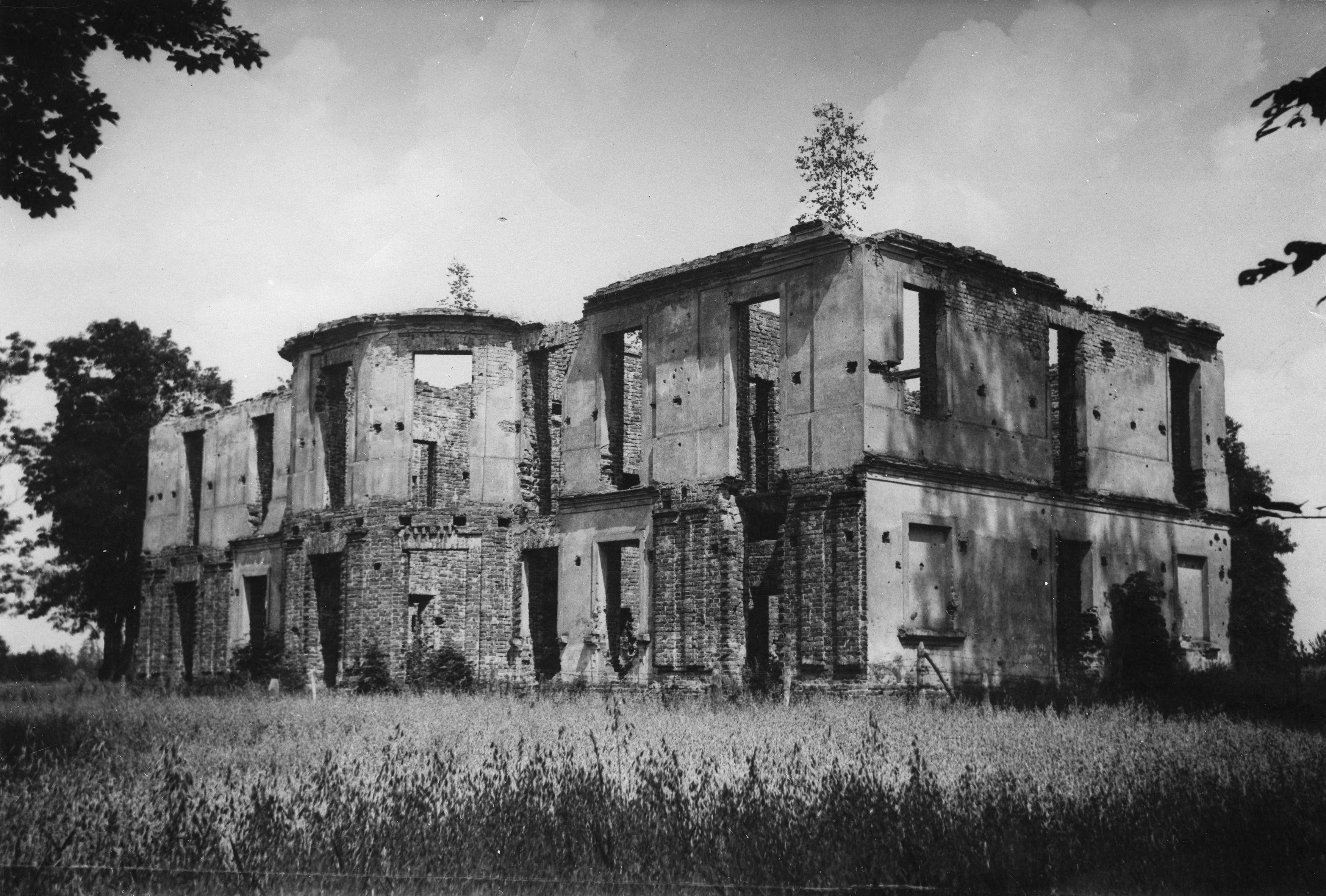
Ruiny pałacu Ogińskiego po pierwszej wojnie światowej
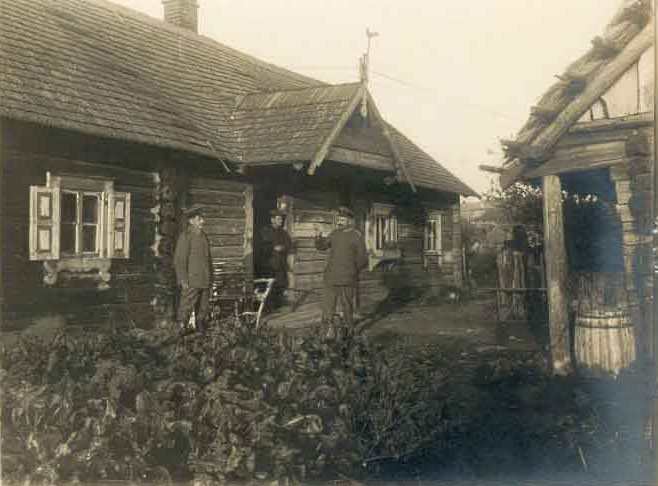
Dworek
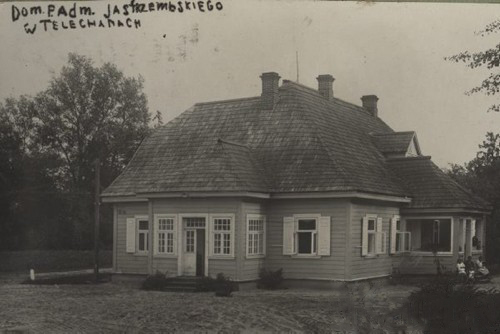
Dom Administratora Jastrzębskiego
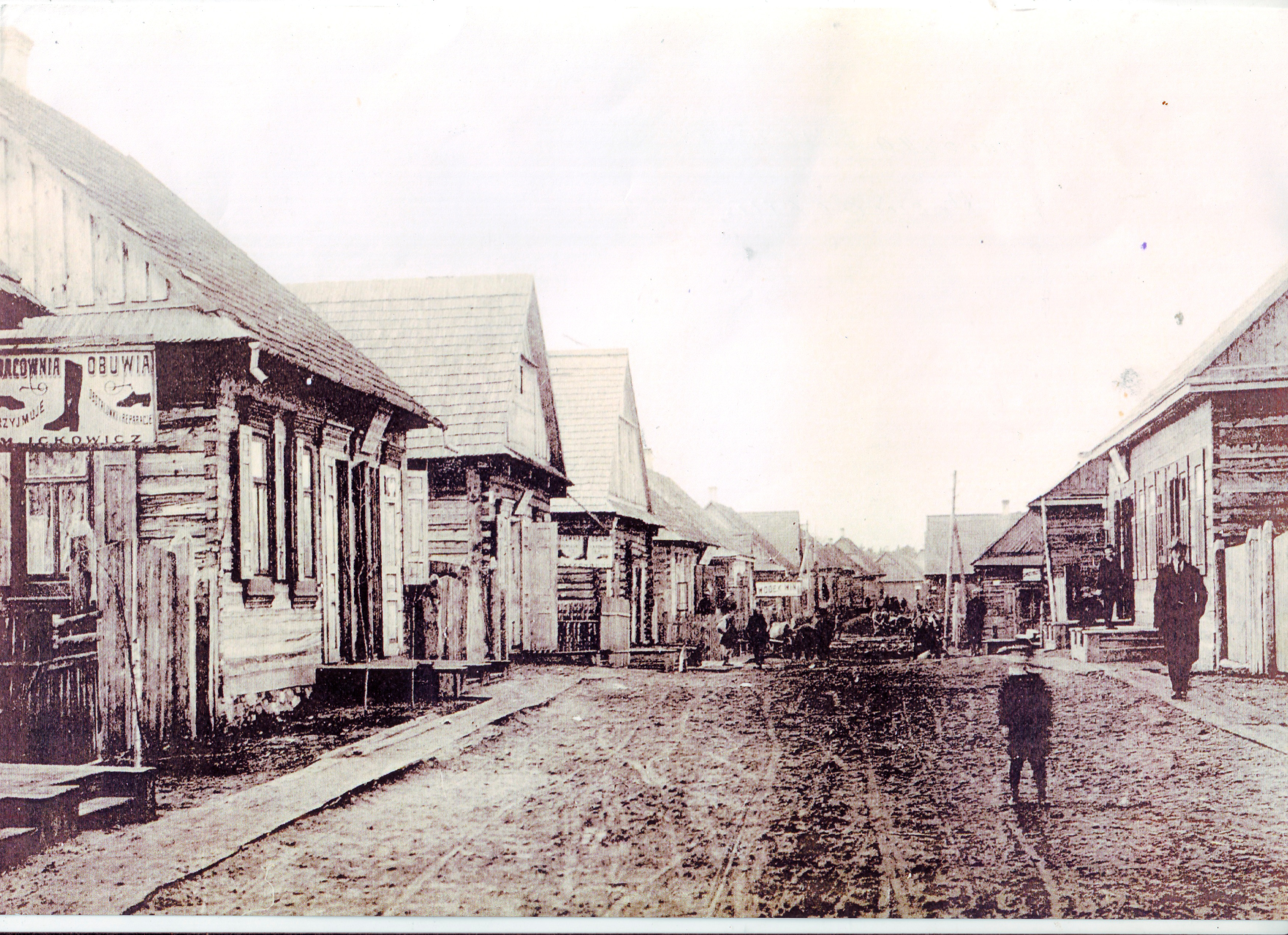
ulica Kościelna
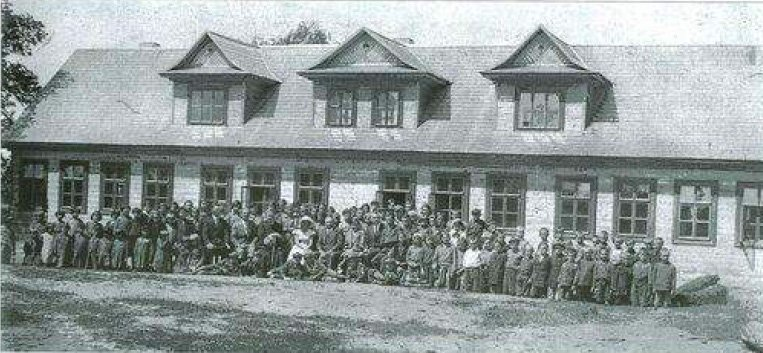
Szkoła powszechna do 1939 r.